# Paul Stewart (voetballer, 1964)
Paul Andrew Stewart (Manchester, 7 oktober 1964) is een Engels voormalig betaald voetballer. Hij speelde als aanvallende middenvelder en later als aanvaller. Stewart kwam uit voor Manchester City, Tottenham Hotspur, Liverpool en het Engels voetbalelftal.

## Clubcarrière

### Tottenham Hotspur
Stewart won in 1991 de FA Cup met Tottenham Hotspur, waar hij na zijn beginjaren met Blackpool (1981–1987) en Manchester City (1987–1988) was aanbeland. Nottingham Forest werd met 1–2 verslagen na verlengingen. Stewart speelde de hele wedstrijd. In de jaren tachtig zette Stewart sterke prestaties neer bij Blackpool en City, wat een transfer naar de Spurs mogelijk maakte. In de bekerfinale van 1991 tegen Nottingham Forest scoorde Stewart het eerste Spurs-doelpunt, waarna Des Walker in de verlengingen een eigen doelpunt maakte. Bij de Spurs werd Stewart een vaste waarde op het middenveld, aangevuld met David Howells. Het Spurs-middenveld werd gedurende Stewarts periode vooral gekenmerkt door de vergane glorie van Paul Gascoigne. In de punt stond Gary Lineker, de Engelse topscorer aller tijden op WK's. Stewart speelde 131 competitiewedstrijden voor Tottenham en scoorde 28 doelpunten. Hij werd meer en meer gebruikt als aanvaller tijdens zijn laatste seizoenen.

### Liverpool
Tottenham verkocht hem in 1992 voor £ 2.300.000 ,- aan Liverpool , dat een vervanger zocht voor de vertrekkende Dean Saunders (Aston Villa). Op Anfield speelde Stewart amper mee. Stewart, voornamelijk diepe spits bij Liverpool, kreeg zware concurrentie van de piepjonge Robbie Fowler voor een vaste plaats naast clubicoon Ian Rush.
Voorin was het drummen voor speelgelegenheid. Jeugdproduct Fowler, of diens opmars, was iets waar Stewart met Nigel Clough aan ten prooi viel.
Liverpool verhuurde Stewart aan achtereenvolgens Crystal Palace, Wolverhampton Wanderers, Burnley en Sunderland.
Stewart kwam slechts 42 maal in actie voor Liverpool in vier seizoenen (alle competities). Hij neemt manager Graeme Souness zijn falen bij Liverpool kwalijk.

### Latere carrière
Na een ontgoochelende periode bij Liverpool tekende Stewart een definitief contract bij Sunderland, dat hem in 1995 al huurde.
In het seizoen 1996/97 speelde Stewart 34 competitiewedstrijden voor de Black Cats, maar hij verliet Sunderland reeds na dat seizoen.
Zijn voorlaatste bestemming was Football League First Division-club Stoke City (1997–1998).
De afsluiter van zijn loopbaan was amateurclub Workington. In 2000 zette Stewart een punt achter zijn loopbaan.

## Erelijst
| Competitie        |                   |                   |
| Competitie        | Aantal            | Jaren             |
| Tottenham Hotspur | Tottenham Hotspur | Tottenham Hotspur |
| ----------------- | ----------------- | ----------------- |
| FA Cup            | 1×                | 1990/91           |
| FA Charity Shield | 1×                | 1991              |

## Interlandcarrière
Stewart speelde tussen 1991 en 1992 drie interlands voor het Engels voetbalelftal onder bondscoach Graham Taylor.

## Persoonlijk leven
Stewart getuigde in november 2016 over seksueel misbruik gedurende zijn jeugdjaren als voetballer.